# Денбишър
 Дѐнбишър  (на английски: Denbighshire; на уелски: Sir Ddinbych, Сир Дѝнбих) е административна единица в Уелс със статут на графство (на английски: county). Създаден е със Закона за местното управление от 1994 г. Областта се намира в Северен Уелс и граничи с Конуи и Гуинед на запад, Поуис на юг, Рексъм и Флинтшър на изток. Територията на Денбишър до голяма степен покрива територията на историческото графство Денбишър. Площта на историческото графство е 1714 m2, столицата е град Ридин.

## Градове
- Денби
- Карог
- Коруен
- Ланголен
- Престатин
- Ридин
- Ридлан
- Рил
- Сейнт Асаф